# Clara (cràter)
Clara és un cràter d'impacte en el planeta Venus de 3,2 km de diàmetre. Porta el nom d'un antropònim llatí, i el seu nom va ser aprovat per la Unió Astronòmica Internacional el 2000.